# 센코롤: 괴물을 키우는 소년
센코롤: 괴물을 키우는 소년(センコロール, Cencoroll)은 일본에서 제작된 우키 아츠야 감독의 2009년 애니메이션, 액션, SF 영화이다. 하나자와 카나 등이 주연으로 출연하였다.

## 출연

### 주연
- 하나자와 카나
- 키무라 료헤이

### 조연
- 모리야 사토미
- 시모노 히로